# Reial Moto Club de Catalunya
El Reial Moto Club de Catalunya, abreujat RMCC, és una històrica entitat esportiva barcelonina nascuda l'any 1916 com a successora de l'anterior Moto Club Deportivo Barcelona, fundat el 1913. Actualment té la seu al carrer Muntaner de Barcelona, per bé que ja no presenta activitat i és una mera filial del Real Automóvil Club de España (RACE).
El RMCC s'ha dedicat durant decennis a l'organització i participació en competicions de motor, inicialment tant d'automobilisme com de motociclisme, fins que d'ençà de la dècada de 1950 se centrà únicament en aquest segon esport. Des d'un bon començament, el club fou un dels pioners, principals impulsors i puntals del motociclisme i de l'automobilisme a Catalunya i, a més, durant les dècades de 1910 i 1920 va fer possible la continuïtat de l'automobilisme català de velocitat gràcies a les nombroses proves que n'organitzava en uns moments de crisi d'aquest esport.

## Història

### Antecedents
El 1891, uns apassionats de l'esport catalans (Lluís F. Baixeras, Claudi de Rialp, Ballester, Montijo i Escuder) fundaren a Barcelona la Sociedad de Velocipedistas, dedicada inicialment a promoure el ciclisme però que ja el 1892 començà a interessar-se per les motocicletes. El 1902, l'entitat s'escindí en dues: d'una banda, la Unión Velocipédica Española i, de l'altra, el Club Fotográfico Deportivo. Tanmateix, les diferències de criteri entre els ciclistes i els motociclistes que compartien aquest darrer club varen provocar-ne la reorganització. El 16 de desembre de 1907 passa a denominar-se Club Deportivo i comença a organitzar un gran nombre de competicions, entre les quals el primer Campionat Espanyol de Motocicletes al circuit Sitges-Castelldefels el 19 de desembre de 1909, la I Volta Ciclista a Catalunya el 1911, la primera cursa de motocicletes lleugeres i el primer quilòmetre llançat de l'estat.
El 1913, el club travessa una crisi i el febrer d'aquell mateix any, s'escindeix i en surt l'Amateur Moto Club Barcelona, una entitat molt activa que fa que el Club Deportivo revifi i organitzi curses importants, com ara la Pujada als Brucs (celebrada el 9 de març amb gran èxit) i, poc després, una cursa al circuit del Baix Penedès. Aviat, ambdues entitats es fusionen dins el Moto Club Deportivo Barcelona (MCDB), creat el 25 de maig de 1913 amb Pau Llorens de president i Ernest Antonietti de secretari. El novembre, el MCDB crea la I Prova de Regularitat i Turisme, en què hi poden participar motocicletes amb sidecar o sense, tricicles i autocicles. Més tard, el MCDB comença a col·laborar regularment amb el Reial Automòbil Club de Catalunya (RACC), començant amb la Copa Tibidabo el 24 de maig de 1914 (la primera pujada al Tibidabo que es va fer, per l'Avinguda del Tibidabo).

### Naixement del RMCC

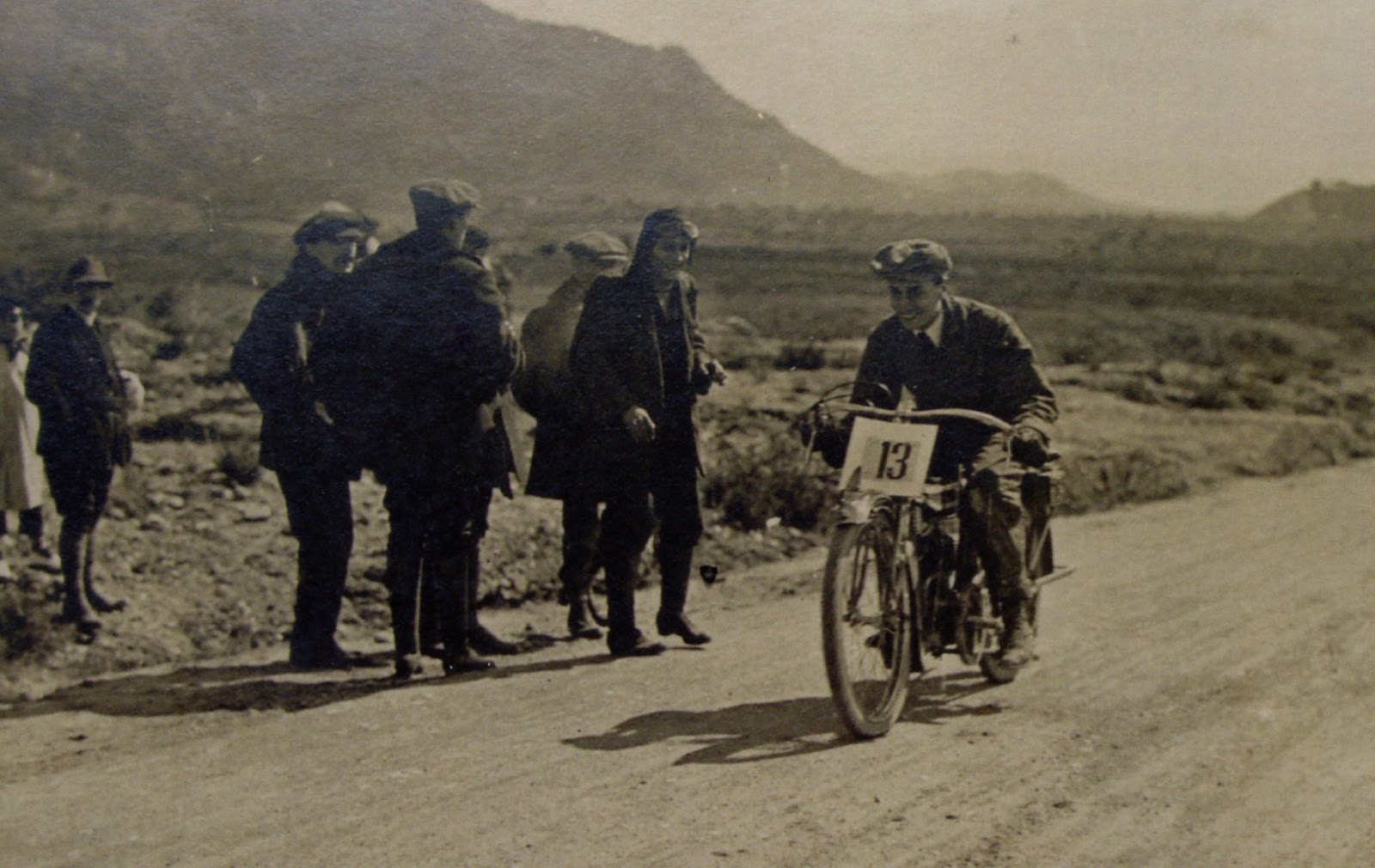
R. Balaguer durant la Pujada als Brucs de 1916, organitzada pel RMCC

El gener de 1916 es convoca la I Volta Motociclista a Catalunya i, a l'abril, el MCDB es transforma en "Reial Moto Club de Catalunya" (RMCC). El Moto Club Deportivo Barcelona havia sol·licitat el canvi de nom per l'actual l'u d'abril de 1914, però no fou fins al 25 d'abril de 1916 que Alfons XIII l'autoritzà a denominar-se "Real". Es tracta del primer club nat amb l'objectiu de fomentar el motociclisme. Durant aquella etapa, en què un dels seus primers presidents fou en Francesc Coma, el RMCC fou un dels pilars dels esports del motociclisme i de l'automobilisme i organitzà nombroses proves de renom, com ara la Prova per Equips, la Cursa d'Autocicles Barcelona-Madrid-Barcelona (juny de 1916), la Pujada a l'Ordal, la Pujada a La Conreria (24 de març de 1917) o l'anomenat "Campionat Espanyol de motocicletes", un dels més antics d'Europa, disputat a Cardedeu el 1919.

### El Club durant els anys 20
Un dels principals impulsors del club en aquells anys inicials fou Josep Maria Armangué, esportista polifacètic i pioner dels esports de motor a Catalunya. Mort prematurament el 1917 en un accident aeri al Prat de Llobregat, el seu germà Frederic (Frick) continuà la tasca de foment d'aquests esports com a membre actiu del RMCC, del RACC i de la Penya Rhin. En homenatge a Josep Maria, el RMCC i la Penya Rhin instituïren el 1921 el Trofeu Armangué per a autocicles. Aquesta prova, també anomenada Copa S.M. El Rey, es disputà per primer cop el 29 de juny d'aquell any al circuit Tarragona-Secuita-Vallmoll-Tarragona i es repetí fins al 1923.

#### La federació estatal (RFME)
El 1923, el RMCC i el Real Moto Club de España (RMCE) s'associaren per a fundar la federació estatal, la Reial Federació Motociclista Espanyola (Real Federación Motociclista Española, RFME). Fins al moment, a l'estat espanyol hi havia molt pocs clubs motociclistes i el que els representava a tots oficiosament dins la Federació Internacional (FICM) era el RMCC, en ser el més important (delegant de vegades en el RACE). El 1920, però, s'havia fundat a Madrid el RMCE i aquest es presentà el 1921 al I Congrés de la FICM de Ginebra tot erigint-se en representant dels clubs espanyols. Davant l'anomalia (era inusual que un petit club representés a tots els d'un estat, havent-n'hi un altre més consolidat), la FICM recomanà als clubs espanyols que s'associessin i creessin una Federació estatal. Com que no li varen fer cas, la FICM demanà a Alfons XIII que hi intercedís i, arran d'això, el RMCC i el RMCE es reuniren el 3 de febrer de 1923 a Saragossa i -juntament amb uns altres petits clubs- assentaren les bases d'una associació que, un cop aprovades pel RACE, serviren per a constituir la RFME.
La nova federació dividia l'esport del motociclisme a l'estat en tres zones: cornisa Cantàbrica i Navarra (sense responsable en no haver-hi clubs), antiga Corona d'Aragó (responsabilitat del RMCC) i resta d'Espanya (responsabilitat del RMCE). El vicepresident del RMCC en aquells moments, Pau Llorens, passà a ser el primer vicepresident de la RFME, la secretaria general de la qual s'establí a Barcelona on romangué fins al 1939 quan, acabada la guerra civil espanyola, el règim franquista la traslladà per decret a Madrid.

### El Club, dels anys 30 als 50
El 20 d'octubre de 1929, el RMCC organitzà el Gran Premi d'Europa en un circuit improvisat que aprofitava diverses carreteres als voltants de l'Ametlla del Vallès, al Vallès Oriental. Era l'única prova puntuable per al Campionat d'Europa (el qual es decidia a una sola cursa) i va coincidir en el temps amb l'Exposició Internacional de Barcelona.
Coincidint amb la proclamació de la República, el 1931 el Reial Moto Club de Catalunya canvia el seu nom pel de Moto Club de Catalunya (MCC), nom que mantindrà fins al 1939. D'ençà de 1932, l'entitat organitza les primeres curses automobilístiques al circuit de Montjuïc i, un any després, comença amb les de motocicletes: s'inicia així el popular Gran Premi Internacional de Barcelona el qual, d'ençà de 1950, esdevé Gran Premi d'Espanya i s'hi celebra fins al 1976.
D'altra banda, el RMCC (de nou amb aquest nom) protagonitzà la represa de l'activitat motociclista d'ençà de 1946, un cop suavitzades les restriccions de combustible. Als anys 40, l'entitat organitzà sis grans premis internacionals a Barcelona. A partir de la dècada de 1950, després d'haver estat puntal del motociclisme i de l'automobilisme durant dècades, l'entitat passa a organitzar únicament curses de motos i abandona per sempre les de cotxes.

## Resum cronològic
Tot seguit, es resumeix cronològicament el naixement del Reial Moto Club de Catalunya:
- 1891: Es funda a Barcelona la Sociedad de Velocipedistas
- 1902: La Sociedad de Velocipedistas s'escindeix en dues noves associacions:
  - Unión Velocipédica Española (UVE)
  - Club Fotográfico Deportivo (CFD)
- 16 de desembre de 1907: El CFD passa a anomenar-se Club Deportivo (CD)
- febrer de 1913: Neix, com a escissió del CFD, l'Amateur Moto Club Barcelona (AMCB)
- 25 de maig de 1913: El CFD i l'AMCB es fusionen en el Moto Club Deportivo Barcelona (MCDB)
- 1 d'abril de 1914: El MCDB sol·licita el canvi de nom pel de Real Moto Club de Cataluña
- 2 d'abril de 1916: S'oficialitza el nou nom de l'entitat, que esdevé «Real Moto Club de Cataluña». L'entitat fa servir sovint la versió normalitzada en català d'aquest nom
- 1931-1939: Durant la República, l'entitat s'anomena Moto Club de Catalunya (MCC)
- 1939-Actualitat: L'entitat recupera el seu nom anterior, Real Moto Club de Cataluña (RMCC), el qual es normalitza en català un cop acabada la dictadura franquista

## Esdeveniments
Al llarg de la seva dilatada història, el RMCC ha organitzat nombroses proves de gran prestigi. A banda de les ja esmentades, a tall d'exemple cal destacar les següents:
- La prova de regularitat "Quatre Capitals Catalanes", durant la dècada de 1950
- La primera prova de trial federada de la península, el I Trial del Tibidabo, disputada pels voltants de Santa Creu d'Olorda l'1 de novembre de 1964
- Una de les proves d'enduro més prestigioses de l'antic Campionat d'Europa, els 2 Dies Internacionals Tot Terreny de L'Espluga de Francolí, disputada durant les dècades de 1970 i 1980
- L'expedició Moto Himàlaia (1973)
- L'única edició dels Sis Dies Internacionals d'Enduro celebrada fins ara a Catalunya, els Sis Dies de La Cerdanya de 1985